# Gjurin
Gjurin je priimek v Sloveniji, ki ga je po podatkih Statističnega urada Republike Slovenije na dan 1. januarja 2010 uporabljalo 28 oseb in je med vsemi priimki po pogostosti uporabe uvrščen na 10.804. mesto.

## Znani nosilci priimka
- Gal Gjurin (*1978), pesnik, skladatelj, multiinštrumentalist, pevec
- Severa Gjurin (*1982), pevka, likovnica
- Velimir Gjurin (*1951), jezikoslovec
- Andrej Gjurin (*1988), izumitelj, razvijalec